# Cordylomera comoensis
Cordylomera comoensis är en skalbaggsart som beskrevs av Karl Adlbauer 2001. Cordylomera comoensis ingår i släktet Cordylomera och familjen långhorningar. Inga underarter finns listade i Catalogue of Life.